# باغز باني
باغز باني (بالإنجليزية: Bugs Bunny) هو شخصية خيالية ظهرت في سلسلتي لووني تونز وميري ميلوديز التي أنتجتها ليون شليسنجر برودكشنز لمصلحة وارنر براذرز. في 2002، تي في غايد صنفته كأكبر شخصية كارتون في التاريخ. يستخدم كرمز لشركة وارنر براذرز وخصوصا في إنتاجاتها الرسومية. صورة باغز باني
استنادا إلى باغز باني: 50 ييرس آند أونلي غراي هاير، «ولد» باغز في 1940 في بروكلين نيويورك، من ابتكار تيكس أيفري الذي أخرج الفيلم القصير أ وايلد هاير (أول ظهور لباغز باني)، وكذلك روبرت مككمسون الذي وضع اللمسات النهائية لتصميم باغز باني من بين الكثيرين. وطبقا لميل بلانك الذي مثل صوته، باغز يتحدث بلهجة فلاتبوش، مزيج من لهجتي برونكس وبروكلين. عبارته الشهيرة «واتس أب، داك؟ What's up, Doc?» غالبا ما تسمع وهو يتناول جزرة، من العبارات الشهيرة له «أوف كورس يو ريالايز.. ذس مينس وار Of course you realize...this means war» و«أينت آي أ ستنكر؟ Ain't I a stinker?».

## تاريخ

### المؤثرات الأولية
عدد من مؤرخي الرسوم المتحركة يعتقدون أن باغز باني تأثر بشخصية والت ديزني سابقة تسمى ماكس هاير بسبب التشابه في السنين الكبيرتين، ماكس الذي ابتكره تشارلي ثورسون، ظهر في أول عرض سيلي سيمفونيز في فيلم ذا تورتويز آند ذا هاير. اعترف تيكس أيفري بأنه نسخ تصميم باغز من ماكس. ورغم كون تصميم باغز أقل ظرافة وبراءة من تصميم ماكس، يمكن اعتبار ذلك تقليدا هزليا. أخذ عن أيفري قوله «لقد سرقته تقريبا، إنها لغريبة أنهم لم يقاضونني على ذلك، فالتصميم شبه متطابق». وفي الحقيقة، كانت رسمة باغز هارداواي في 1938 التي اختيرت من بين البقية لإعطائه شكله الشخصي الحالي، عرفت الرسمة بين أعضاء «تيرمايت تيراس» باسم باغز باني Bugs' Bunny أي أرنب باغز (هارداواي)، ارتبط الاسم بسقوط الفاصلة العلوية. والطريف أن باغز باني نفسه ظهر ثلاث مرات في ثلاث عروض حول قصة الأرنب والسلحفاة.
تطورت شخصية باغز كشخص هادئ مهما اشتد الخطر أو اقترب، طريقة باغز في استخدام جزرته مشابهة لطريقة غراوتشو ماركس في مسكه لسيجارته. إحدى عباراته الشهيرة «أوف كورس يو (» ريالايز«أو» نو«) ذس مينس وار!» منقولة أصلا من ماركس في أفلامه داك سوب وأ نايت آت أوبيرا.

## الأرنب السعيد بالإنجليزيةHappy Rabbit!، الأرنب التجريبي
أول ظهور لهذا الأرنب السعيد في الفيلم القصير بوركيز هاير هانت (1938) إخراج بين هارداواي وكال دالتون (العرض كان شبه مطابق لعرض تيكس آيفري بوركيز داك هانت (1937) والذي قدم دافي داك). في هذا العرض يطارد بوركي شخصية أخرى تجعل من يطاردها مجنونا بدلا من أن تهرب منه، فبدلا من البطة السوداء كان هناك أرنب أبيض صغير، ميل بلانك قدم لهذا الأرنب صوتا وضحكة مشابهين لما قدمه لاحقا لشخصية وودي وودبيكر، كما استخدمت عبارة غراوتشو ماركس الشهيرة «أوف كورس يو ريالايز ذس مينس وار» لأول مرة، هذه الشخصية جلبت من المعجبين ما دفعت العاملين لدى شليسنجر بتطويرها. الظهور الثاني للأرنب كان في فيلم بريست-أو تشانج-أو (1939 تشاك جونز).
في الظهور الثالث في فيلم هاير-رم سكاير-رم (1939 هاردواي ودالتون)، تغير لون الأرنب من الأبيض إلى الرمادي، كبير الرسامين للفيلم تشارلي ثورسون كان أول من سمى الأرنب بأرنب باغز Bugs' Bunny على ورقة التصميم التي رسمها لهارداواي قاصدا أن تصميم الأرنب ملك لهارداواي. في إعلان للفيلم عام 1939، ظهر الاسم على ورقة التصميم Bugs Bunny مسقطا الفاصلة العلوية ومعطيا اسما جديدا للأرنب.
ظهر الأرنب مرة أخرى في فيلم تشاك جونز إلمر كاندد كاميرا، مواجها لأول مرة إلمر فاد (وهو أول ظهور لإلمر في الفيلم)، كما ظهر أرنب مشابه في فيلم روبرت كلامبيت بايشنت بوركي، إلا أن تصميمه كان مشابها للأرنب الأبيض.

### خروج باغز باني
أول ظهور رسمي لباغز باني كان في أ وايلد هاير (27 يوليو 1940) من إخراج تيكس أيفري، ظهر باغز خارجا من حفرته ليسأل إلمر (الصياد) «واتس أب داك؟». لقد كان أول ظهور للإثنين معا في صورتهما النهائية، كما كان أول ظهور لباغز بصوته الحالي من ميل بلانك، إلا أن العرض لم يشر إلى باغز باسمه بأي طريقة.
في فيلم جونز إلمرز بيت رابيت، قدمت الشخصية أخيرا باسمها بعد أن كان متداولا في الاستوديو فقط، لكن الأرنب في هذا الفيلم مشابه لما قدمه جونز في إلمر كاندد كاميرا صوتا وشكلا، كما لم تضف عبارة «مع باغز باني With Bugs Bunny» إلى لوحة العنوان إلا بعد نهاية افتتاحية الفيلم بشكل مفاجئ وفقط عندما نال فيلم أ وايلد هاير نجاحا غير متوقع.
أكمل باغز ظهوره في خمسة أفلام قصيرة في عام 1941 هي تورتويز بيتس هاير (أيفري)، هايواتاز رابيت هانت (فريلينغ- أول عرض باغز له)، أوول ذس آند رابيت ستو (أيفري)، ذا هكلينغ هاير (أيفري- آخر عرض باغز له في وارنر)، وابيت تووبل (كلامبيت)، الفيلم الأخير كان أول ظهور لإلمر فاد السمين، في محاولة لتشبيهه بممثل صوته آرثر كيو. برايان.

### الحرب العالمية الثانية
في 1942، أصبح باغز النجم الأول في ميري ميلوديز (التي بدأت أصلا كسلسلة كارتون مع شخصيات لا تتكرر ظهورها)، وذلك بعد عدة محاولات فاشلة من هارمن-آيزينغ لتقديم شخصيات متميزة، أفلام 1942 كانت: ذا وابيت هو كايم تو سابر (فريلينغ)، ذا واكي وابيت (كلامبيت)، باغز باني غتس ذا بويد (كلامبيت). هذا الفيلم الأخير شهد شكلا معدلا لباغز، حيث قل بروز سنيه الأماميين وصار رأسه أكثر تدويرا، هذا التصميم كان من رسم روبرت مككمسون الذي عمل كرسام تحت وحدة كلامبيت، هذا الشكل المعدل اقتصر على العروض التي تنتجها وحدة كلامبيت، وسرعان ما تبنتها الوحدات الأخرى كوحدة فريز فريلينغ ووحدة مككمسون عندما تولى الإخراج عام 1949، بينما كانت لدى جونز تعديلاته الخاصة.
عروض باغز باني في عام 1942 شملت: هولد ذا لايون، بليس (جونز)، فريش هاير (فريلينغ)، ذا هاير-برايند هيبنوتست (فريلينغ)، كيس أوف ذا ميسنغ هاير (جونز)، كما ظهر بدور صغير في آخر فيلم لأيفري في وارنر براذرز كريزي كروز، كما ظهر في إعلان من دقيقتين أني بوندس توداي لمصلحة الجيش الأمريكي.
نال باغز في فترة الحرب العالمية الثانية شهرة أوسع، كما كانت وارنر براذرز أكثر استوديو أرباحا في الولايات المتحدة، وضع باغز في مواقف ضد أعداء الولايات المتحدة: أدولف هتلر، بينيتو موسوليني، واليابانيين.
منذ ظهوره في أ وايلد هاير، كان باغز مقصورا على عروض ميري ميلوديز الملونة، ذلك جعله أحد الشخصيات القليلة التي يتكرر ظهورها في تلك السلسلة (أيضا هناك إيغهيد وإلمر فاد، إنكي، سنفلز). ظهر باغز في سلسلة لووني تونز بالأبيض والأسود في دور صغير في فيلم بوركيز بيغ فيت، وبعد تحول لوني تونز للظهور بالألوان، ظهر في فيلم باكارو باغز ليعد أول ظهور له في سلسلة لووني تونز بالألوان، الفيلم كان آخر إصدارات ليون شليسنجر برودكشنز قبل تحولها إلى وارنر براذرز كارتونز.
في كارتون سوبر-رابيت، ارتدى باغز حلة قوات مشاة البحرية الأمريكية USMC في نهاية الفيلم، وكنتيجة لذلك، منحت USMC إلى باغز لقب رقيب سيد Master Sergeant، كما اتخذته قوات الجو في كينغمان، أريزونا، رمزا لها.
ظهر باغز في دور صغير في فيلم جاسبر غوس هانتينغ (1944)، من إنتاج الشركة المنافسة باراماونت بكشرز، الدور الصغير أخرجه روبرت مككمسون وبصوت ميل بلانك، وفيه يخرج باغز من الحفرة قائلا عبارته الشهيرة، ثم يقول «يبدو أنني في الفيلم الخاطئ»، ثم يعود للحفرة. ظهر أيضا في دور صغير في فيلم ذا غووغي غوفرز (1947 آرثر دايفس).

### فترة ما بعد الحرب
استمر باغز بالظهور في سلسلتي لووني تونز وميري ميلوديز، حتى آخر عرض له فالس هاير (1964). قام بإخراج عروضه كل من فريز فريلينغ، تشاك جونز، روبرت مككمسون، آرثر دايفس. كما ظهر في الأفلام السينمائية مثل هو فريمد روجر رابيت (الذي جمع بينه وبين منافسه في العروض ميكي ماوس)، ومثل دور البطولة في فيلم سبيس جام (حيث شارك البطولة مع مايكل جوردان)، وأيضا في فيلم لووني تونز: باك إن أكشن.
فيلم باغز باني القصير نايتي نايت باغز (1958) نال جائزة الأكاديمية لأفضل فيلم قصير، كما كانت سلسلة جونز رابيت فاير، رابيت سيسونينغ، وداك، رابيت، داك! تعد من أفضل أعمال المخرج، فيلم جونز القصير واتس أوبيرا، داك؟ (1957) الذي يقلد أوبيرا الألماني واغنر رينغ ديس نيبلونغ، اختارته مكتبة الكونغرس للدخول إلى سجلات الأفلام الوطنية، كان أول كارتون ينال هذا التقدير.
في خريف 1960، تم عرض برنامج ذا باغز باني شو على تلفزيون ABC، الذي احتوى عروض ما بعد 1948، البرنامج عرض في فترة الذروة، ثم انتقل إلى فترة إعادات صباح أيام السبت، ليستمر لأربعين سنة.

### بعد عصر الكارتون الكلاسيكي
عندما مات ميل بلانك في 1989، قام بأداء أصوات شخصيات لووني تونز كل من جيف بيرغمان، جو ألاسكي وبيلي ويست متبادلين تلك الأدوار. ظهر باغز في أفلام وعروض التلفزيون الخاصة، التي تحتوي في الغالب على عروض الكارتون الكلاسيكية، وفي مسلسل تايني تون، والمسلسلات الأخرى. كما كانت له كتب قصص مصورة أنتجتها وسترن بابليشينغ التي نالت حقوق شخصيات وارنر براذرز.
استخدم كرمز لوارنر براذرز، مثل منافسه ميكي ماوس الذي كان رمزا لديزني، كلاهما لديه نجمة في ممشى المشاهير في هوليوود وهما أول شخصيتي رسوم متحركة تنال هذا الشرف.

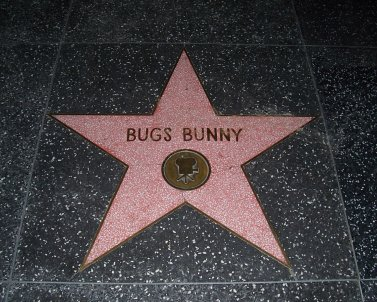
نجمة باغز باني في ممشى المشاهير في هوليوود

في فيلم هو فريمد روجر رابيت (1988) الذي يجمع بين التمثيل الحي والرسوم المتحركة، يظهر باغز كمقيم في توونتاون، وبما أن الشركة منتجة الفيلم كانت ديزني، اشترطت وارنر براذرز على المنتجين أن يظهر نجمها الكبير على الشاشة بوقت مكافئ للذي يعطى لنجم ديزني ميكي ماوس، وبسبب هذا، تظهر الشخصيتان معا دائما في الصورة، فيظهر الاثنان معا في مشهد القفز بالمظلات وبطل الفيلم البشري إيدي بدون واحدة، فيعرض باغز عليه «الاحتياطية» ويسلمها له ليتضح أنها مجرد عجلة احتياطية، ثم يظهران معا مع باقي شخصيات الرسوم المتحركة في نهاية الفيلم.
عاد باغز للشاشة الفضية في بوكس أوفيس باني (1990)، وهو أول كارتون يظهر فيه منذ 1964، بمناسبة ذكرى احتفاله الخمسين، ثم ظهر في كارتون (بلووبر) باني (1991). كما وشارك في الحملة التوعوية لمكافحة المخدرات كارتون أوول-ستارس تو ذا ريسكيو (1990). يعد باغز أول شخصية كارتون تظهر على الطوابع البريدية عندما أصدرت مصلحة البريد الأمريكية طابعا يحمل صورته. كما ظهر في عدة ألعاب كمبيوتر.

## شخصيته وعباراته الشهيرة
باغز يعد خصما لإلمر فاد، يوسيميتي سام، مارفن ذا مارشن، بيكي بازارد، تازماينيان ديفل، ويتش هازل، روكي وماغزي، وايل إي. كايوتي، كونت بلود كونت وآخرون. غالبا ما يفوز باغز أمام خصومه وهو أسلوب العروض التي يخرجها تشاك جونز. وخوفا من خسارة تعاطف الجمهور بسبب فوز البطل دائما، جعل جونز الشخصية المعادية تحتال أو تغش دائما أو تخيف باغز أثناء انشغاله بأموره.
عادة ما يحاول باغز استرضاء الخصم، لكن عندما يبدأ الخصم بالتمادي بعيدا، يخاطب باغز الجمهور بقوله «أوف كورس يو ريالايز ذس مينس وار» قبل أن يشرع في الانتقام. هذه العبارة مأخوذة من غراونشو ماركس وآخرين في فيلمي داك سوب وأ نايت آت ذي أوبيرا. أحيانا يقوم باغز بتقليد ماركس بطريقة أخرى، مثل طريقة مشيته أو رفع حاجبه كما في هاير-رايزينغ هاير، أو بتقليده في شكله كما في سليك هاير. المخرجون الآخرون مثل فريز فريلينغ، جعلوا باغز شخصية محبة للغير. بينما عندما يقابل شخصيات أخرى ناجحة مثل سيسيل تورتل أو الغرملين، تخونه ثقته الزائدة.
وفق توضيح فريلينغ، جونز، وكلامبيت، وضعية باغز يتناول جزرة واقفا مأخوذة من مشهد في فيلم إت هابند وان نايت، حيث كان كلارك غيبل متكئا على سور ياكل الجزر باستمرار حتى يمتلئ فمه، ثم يرشه على شخصية كلودت كولبير. المشهد كان معروفا بشهرة الفيلم، والمشاهدون في تلك الأيام أدركوا تصرف باغز كنوع من التقليد الساخر.
أول من استخدمها مشهد باغز متناولا جزرة ثم يقول عبارته الشهيرة «واتس أب، داك؟» كان تيكس أيفري في أول عرض يقدم فيه أرنبا أ وايلد هاير. وضح أيفري أن العبارة شائعة في بلاده في تكساس وأنه لم يفكر كثيرا في العبارة، عندما عرض الفيلم في المسارح، نال المشهد ردة فعل إيجابية، وكنتيجة أصبح المشهد يستخدم بشكل متكرر في الأفلام والرسوم المتحركة اللاحقة. العبارة كانت تتغير وفق الحالة، فكان باغز يقول «واتس أب، دوغز؟ What's up, dogs?» أمام خصومه من الكلاب في أ هاير غروس إن مانهاتن، «واتس أب، برون-فيس؟ What's up, prune-face?» أمام إلمر الطاعن في السن في ذي أولد غراي هاير، وأحيانا ما يحيي دافي بقوله «واتس أب، داك؟ What's up, Duck?»، «واتس أوول ذا هاب-باب، باب؟ What's all the hub-bub, bub?» في فالينغ هاير.
عروض جونز في أواخر الأربعينات والخمسينات، وضع باغز مرتحلا بين البلدان (وأحيانا القارات) في نفق يحفره، لينتهي المطاف به في أماكن متعددة مثل القارة المتجمدة الجنوبية (فريجد هاير، 1949)، المكسيك (بولي فور باغز، 1953)، والهيمالايا (ذي أبومينابل سنو رابيت، 1960) وكله بسبب عدم انعطافه لليسار عند ألبركيركي قائلا «آي شودا تايكن دات ليفت توين آت ألبوكويكي I shoulda taken that left toin at Albukoikee». أول مرة استعمل هذه العبارة في هيرر ميتس هاير (1945)، عندما وصل الغابة السوداء بألمانيا وقابل هيرمان غورينغ. في فيلم ماي باني لايز أوفر ذا سي (1948)، وصل باغز إلى اسكتلندا بدلا من لا بري تار بتس في لوس أنجلوس، كاليفورنيا.
يمثل باغز أحيانا بعض الشخصيات الفلوكلورية أو الخرافية، وقد يمثل بدور متحضر. بخلاف الشخصيات الأخرى، نادرا ما يخسر باغز في حيله، باستثناء ما حصل في هاير براش (1955) حيث يتبادل باغز وإلمر الأدوار، أيضا عندما قام باغز بدور الرسام الذي يتلاعب بدافي داك في داك أماك، يأتي إلمر فاد ليقوم بنفس الدور ويتلاعب بباغز في رابيت رامبايج حيث ينهي إلمر العرض بقوله «حسنا، استطعت أخيرا الانتقام من ذلك الأرنب المزعج».
وبينما يكون بوركي عادة من يقوم بإنهاء بعض عروض لووني تونز بخروجه من الطبل قائلا «ذ-ذ-ذ-ذ-ذ-ذ-ذاتس أوول فوكس!»، فقد خرج باغز في بعض العروض من الطبل مثل بوركي ولكن يقول «آند داتس دي إند! And dat's de end!» بلكنته برونكس-بروكلين.
من أشهر المقالب التي يقوم بها باغز قدرته السحرية على نسخ نفسه عدة مرات، كما كان يقوم بالتنكر بشكل امرأة لخداع خصومه، ويبقى إلى أن يكتشف أحدهم ذلك. اشتهر باغز بقفازيه الأبيضين، والتي خلع أحدهما مرة في لونغ-هايرد هاير، عندما تنكر بزي قائد الأوركسترا الشهير ليوبولد، ويجعل مغني الأوبيرا «جيوفاني جونز» يؤدي أعلى نغمة بشكل مستمر، فينزعج ويخلع قفازه الأيسر ويبقيه معلقا ليستمر جونز في أدائه، يغادر باغز لطلب سماعات كاتمة عبر البريد، وعندما يستلمها يعود إلى مكانه ليجد جونز مستمرا في نفس النغمة العالية بسبب تعلق القفاز.

### أرنب أم أرنب بري؟
عامل الرسامون طوال تاريخ باغز مصطلحي أرنب Rabbit وأرنب بري Hare كمترادفتين، مع أنه بحسب مراجع التصنيف ليسا كذلك، فهما متشابهان لكنهما نوعين مختلفين من عائلة الآرنبيات. الأرانب البرية لديه آذان أطول من الأرانب، لذلك قد يعد باغز أرنبا بريا كما أن العديد من عروضه تحمل في عناوينها كلمة أرنب بري أكثر من كلمة أرنب، وتذكر كلمة أرنب بري حتى بداخل العروض فمثلا يشرب باغز «هاير تونيك» (مقوي «أرنب/شعر- نفس النطق») ليوقف «فالينغ هاير» (تساقط «الأرنب/الشعر»)، بينما ينادي خصوم باغز له عادة بالأرنب. كلمة «باني Bunny» لا تحدد إجابة السؤال، لأنها تطلق على صغار الأرانب والأرانب البرية سواء.

## ممثلو الأصوات
التالية أسماؤهم أدوا صوت باغز طيلة السبعين سنة الأخيرة:
- ميل بلانك، أسطورة ممثلي الأصوات، أدى صوت باغز لما يقرب من خمسين سنة منذ ظهوره في أ وايلد هير (1940) حتى وفاة بلانك في 1989. وصف بلانك صوت باغز مزيجا من لهجتي برونكس وبروكلين، ادعى تيكس أيفري أنه طلب من بلانك أن لا يتحدث بلكنة نيويورك تماما، بل مثل ما يتحدث به الممثل فرانك مكهيو الذي توصف لكنته بنيويورك-أيرلندا. في العرض الثاني لباغز إلمرز بيت رابيت، وضع بلانك صوتا آخر لباغز مثل جيمي ستوارت، لكن المخرجون فضلوا الصوت السابق. بالنسبة لصوت باغز وهو يتناول الجزر (حيث يتداخل الصوت مع الكلام)، لم ينفع استخدام أصوات أخرى كمضغ الكرفس في خلق صوت مشابه للجزر، ومع كرهه للجزر، فضل بلانك إكمال التمثيل والجزر في فمه حتى ينتهي ليبصقه في وعاء بدلا من ابتلاعه.
- جيف بيرغمان، تولى تمثيل الشخصيات بعد وفاة بلانك في 1989، نال العمل بعد أن أعجب رؤساء وارنر براذرز بصوته المسجل في شريط مقلدا الشخصيات، قام بيرغان بوضع صوته بجانب صوت بلانك في الشريط حتى يظهر أي فرق، لم يستطع المنتجون تمييز ذلك، فتم تعيينه.
- غريغ بورسون، قام بأداء الأصوات في الحلقات الأخيرة من تايني توون أدفنشر، أدى بورسون دور باغز في فيلم فروم هاير تو إترنيتي (1996) الذي قدمه في وقته مخرجه تشاك جونز للمخرج الراحل فريز فريلينغ.
- بيلي ويست، قدم ويست أكثر من 120 صوتا، أدى صوت باغز في فيلم سبيس جام (1996). يعد أحد ممثلي أصوات باغز مع جو ألاسكي.
- جو ألاسكي، أدى ألاسكي صوت باغز في فيلم لووني تونز: باك إن أكشن.
- سأمويل فنسنت، أدى صوت باغز في مسلسل بيبي تايني تونز التلفزيوني.
- بيل فارمر، أدى صوت باغز في حلقة من روبوت تشيكن.
- نويل بلانك، ابن ميل بلانك، نقل عن ميل أن ابنه كان يؤدي دور باغز بينما كان يتعافى من آثار حادث سير.
- حسن مهدي (الدبلجة اللبنانية)
- زياد الرفاعي (الدبلجة السورية)

## الشعبية الحالية
في 2002، أكملت تي في غايد قائمة أفضل 50 شخصية رسوم متحركة في التاريخ بمناسبة مرور 50 سنة على المجلة، حل باغز باني المرتبة الأولى، في 31 يوليو 2002، ظهر محرر المجلة في سي إن إن شارحا سبب اختيارهم لباغز.

## جوائز
نال جائزة الأكاديمية في فيلم نايتي نايت باغز عام 1958.

## وصلات خارجية
- باغز باني على موقع الموسوعة البريطانية (الإنجليزية)
- باغز باني على موقع ميوزك برينز (الإنجليزية)
- باغز باني على موقع قاعدة بيانات برودواي على الإنترنت (الإنجليزية)
- باغز باني على موقع ديسكوغز (الإنجليزية)

- باغز باني في قاعدة بيانات الإنترنت للأفلام
- موقع لووني تونز من وارنر براذرز
- مقالة باغز باني في Toonopedia